# 古武道 (乐团)
古武道（KOBUDO）是日本樂團、詞曲創作者、編曲人，2006年由大提琴家古川展生、鋼琴家妹尾武與日本傳統樂器尺八-藤原道山組成，團名曲自三人漢名各一字而成（正好與琉球古武術的英語拼音相同）。憑台灣歌手許哲珮的〈戰〉一曲獲得台灣第31屆金曲獎最佳編曲人獎。